# Herveu de Ely
Herveu, o Bretão (em latim: Herveus; em inglês: Hervey le Breton; em francês: Hervé le Breton; m. 30 de agosto de 1131) foi clérigo bretão que tornou-se bispo de Bangor em Gales e depois bispo de Ely na Inglaterra. Nomeado para Bangor por Guilherme II quando os normandos avançavam em Gales, Herveu foi incapaz de manter a diocese quando os galeses começaram a repelir os normandos. O comportamento de Herveu para os galeses também contribuiu para sua expulsão da sé. Embora o nome rei, Henrique I, desejava transladar Herveu à sé de Lisieux na Normandia, foi mal sucedido. Em 1109, uma nova diocese foi criada na Inglaterra, em Ely, e ele foi nomeado ao bispado. Enquanto bispo, ordenou a compilação de uma crônica que depois tornou-se a Liber Eliensis. Supervisionou a construção de uma ponte entre Ely e Exning, que permitiu um acesso mais fácil para Ely.

## Vida

### Primeiros anos
Herveu era nativo da Bretanha, e algumas fontes afirmam que era capelão do rei Guilherme II, enquanto outras são menos certas disso. Foi nomeado bispo de Bangor em 1092 por Guilherme. Bangor à época estava no Reino de Venedócia, recém-conquistado pelos normandos, e após a morte de Roberto de Rhuddlan foi tomada por Hugo de Avranches. A nomeação de Herveu foi provavelmente parte da tentativa de consolidar o controle normando. Bangor estava sob jurisdição da diocese da Cantuária, mas Herveu foi consagrado por Tomás de Bayeux, que era arcebispo de Iorque, pois a sé da Cantuária estava vaga.

### Problemas em Bangor
As relações entre Herveu e os galeses parecem ter sido muito ruins. O Liber Eliensis descreve a situação como se segue:
| “ | Uma vez que eles [galeses] não mostram o respeito e reverência devidos a um bispo, ele [Herveu] empunhou a afiada espada de dois gumes para subjugá-los, constrangendo-os tanto com excomungações repetidas como com o anfitrião de seus parentes e outros seguidores. Eles resistiram-o porém e pressionaram-o com tamanhos perigos que eles mataram seu irmão e tentaram livrar-se dele do mesmo mesmo, se ele pudessem colocar as mãos nele. | ” |

Herveu foi forçado a confiar em seus bandos armados por proteção. Em 1094, uma revolta galesa contra o governo romano em Venedócia começou sou a liderança de Gruffudd ap Cynan, e próximo ao final dos anos 1090 Herveu foi removido de sua diocese pelos galeses. Guilherme de Malmesbúria, contudo, afirma que a razão de Herveu deixar Bangor fi que as receitas da sé estavam muito baixas. Ele permaneceu nominalmente bispo de Bangor até 1109. O rei Henrique I tentou transladá-lo à sé de Lisieux em 1106, mas a tentativa foi infrutífera. A principal oposição veio do arcebispo Anselmo da Cantuária, que era o metropolita de Bangor, e se recusou a permitir que Herveu fosse a um bispado normando. Anselmo teve a habilidade para decidir a questão, pois o papa Pascal II delegou a decisão da translação para Anselmo. Quando em exílio, Herveu serviu como confessor do rei Henrique. Bangor ficou vaga até 1120, quando Davi, o Escoto foi nomeado.

### Nomeação para Ely
Antes de sua morte em 1107, o abade de Ely Ricardo tentou assegurar a elevação pelo papado de sua abadia a um bispado. Após a morte de Ricardo, Herveu foi nomeado como supervisor da abadia durante sua vacância. Ele convenceu os monges a apoiar o projeto de Ricardo, que recebeu aprovação condicional do arcebispo Anselmo, contingente de aprovação papal. Pascal assinou sua aprovação, e em 1109 o mosteiro tornou-se bispado. Ely ainda permaneceu uma casa monástica, pois a abadia tornou-se a catedral e os montes da abadia tornaram-se monges do capítulo da catedral. Também em 1109, o papa aprovou a translação de Herveu à nova sé, e ele foi feito bispo de Ely. Ele foi entronado em Ely em outubro.
Enquanto bispo, ordenou a compilação de uma história da refundação da abadia de Ely, que mais tarde foi incorporada no Liber Eliensis. Este foi um retrabalho em latim de um antigo livro inglês de concessões compilado pelo bispo Etelvoldo de Winchester. Ele foi enérgico em recuperar os direitos feudais do bispado contra cavaleiros que se haviam intrometido nas terras, mas não prestavam serviço de cavaleiro ao bispo. Como bispo, frequentou um concílio legatino, ou um concílio presidido por um legado papal, em 1127, e um concílio rel em 1129, mas de outro modo suas atividades administrativas permanecem obscuras. A calçada entre a ilha de Ely e Exning, que facilitou aos peregrinos visitar o templo de Santa Etelreda, foi feita sob ordens de Herveu.
A introspecção em suas atividades como o bispo é dada no rolo da tubulação de 1130, o primeiro rolo de tubulação sobrevivente. Nesse registro, Herveu é registrado como devendo ao rei Henrique 45 libras por fornecer um escritório para um sobrinho, 100 libras em um antigo acordo com o rei, outras 100 libras para a resolução de um caso envolvendo a Abadia de Ramsey, a Abadia do Túmulo de São Edmundo e o bispo, 240 libras pelo direito de se livrar de um excedente de cavaleiros e, finalmente, 1 000 libras para o rei permitir que os cavaleiros do bispo servissem de guardas em Ely, em vez de Norwich.

### Morte
Herveu morreu em 30 de agosto de 1131 e foi sepultado na Catedral de Ely em 31 de agosto. Ele foi repudiado pelo arcebispo Anselmo que descreveu-o como um homem de "gostos seculares". Seu sobrinho, Guilherme Brito, foi um capelão real e foi nomeado arquidiácono de Ely em 1110. Outro sobrinho era Ricardo, que em 1130 é registrado no rolo de tabulação como pagando uma taxa ao rei pela terra que seu tio havia lhe dado. Outro parente de Herveu era Gilberto Universal, que foi nomeado à sé de Londres em 1128 por Henrique.